# Lepthyphantes opilio
Lepthyphantes opilio este o specie de păianjeni din genul Lepthyphantes, familia Linyphiidae, descrisă de Simon în anul 1929.
Este endemică în Franța. Conform Catalogue of Life specia Lepthyphantes opilio nu are subspecii cunoscute.